# Albury, Hertfordshire
Albury är en ort och civil parish i Storbritannien.   Den ligger i grevskapet Hertfordshire och riksdelen England, i den sydöstra delen av landet, 50 km norr om huvudstaden London. Antalet invånare är 537. Arean är 13,1 kvadratkilometer.
Terrängen i Albury är huvudsakligen platt.